# Secretaría Nacional de Asistencia Social
Secretaría Nacional de Acción Social y Protección Infantil (Sendas) fue una entidad colombiana descentralizada que buscaba garantizar bienestar social, creada durante el gobierno de Gustavo Rojas Pinilla.

## Historia
Fue creada por medio del Decreto n.º 2675 del 9 de septiembre de 1954, bajo el gobierno de Gustavo Rojas Pinilla.Fue liderada por María Eugenia Rojas, hija del general Gustavo Rojas Pinilla y parecía seguir el modelo de Juan Domingo Perón en Argentina.luego de la visita de María Eugenia a Argentina en febrero de 1954.
Paralela a la Secretaría, funcionó la Compañía de Seguros Generales Sendas S.A, que implementó un programa de seguro campesino.
Los inicios del trabajo social en Colombia serían adjudicados a esta entidad por su trabajo con víctimas de La Violencia.
Tras su cierre en 1957, en un informe se acusó a la entidad de ineficiencia y populismo.
Sería reemplazada por la Secretaría de Asistencia Social, y el Instituto Colombiano de Bienestar Familiar (ICBF).

## Funciones
Se trataba de una institución descentralizada, que buscaba garantizar el bienestar social de población vulnerable, en especial campesinos, obreros, mujeres, niños y ancianos. Se adelantaron programas de alimentación, nutrición, alfabetización, salud, vestido, educación, trabajo, vivienda, recreación y descanso, entre otros. 
Realizó varias encuestas sobre temas como la educación.